# كاسانساي
كاسان مدينة قديمة تقع حاليا في ولاية نمنغان في دولة أوزبكستان إلى على بعد 137.67 كلم جنوب غرب مدينة سمرقند؛ وعلى بعد 27.28 كيلومتر تقريبا شمال غرب مدينة قرشي عاصمة ولاية قشقداريا
ينتمي إليها جماعة من جلة العلماء منهم علاء الدين الكاساني صاحب كتاب (البدائع)، من أهم كتب المذهب الحنفي، وكان يدعى سلطان العلماء (توفي سنة 587هـ). وأيضاً الامام الكسائي من الائمة العلماء في الدين